# Bučany
Bučany (hongrois : Bucsány) est un village de Slovaquie situé dans la région de Trnava.

## Histoire
Première mention écrite du village en 1258.

## Démographie

### Évolution de la population
| Année:               | 1994. | 2004.   | 2014.   | 2024.   |
| -------------------- | ----- | ------- | ------- | ------- |
| Nombre de personnes: | 2050  | 2157    | 2300    | 2380    |
| Différence:          |       | +5,21 % | +6,62 % | +3,47 % |

| Année:               | 2023. | 2024.   |
| -------------------- | ----- | ------- |
| Nombre de personnes: | 2386  | 2380    |
| Différence:          |       | -0,25 % |